# واله‌کورسا
واله‌کورسا (به ایتالیایی: Vallecorsa) یک کومونه در ایتالیا است که در استان فروزینونه واقع شده‌است. واله‌کورسا ۳۹٫۷ کیلومتر مربع مساحت و ۲٬۹۱۸ نفر جمعیت دارد و ۳۵۰ متر بالاتر از سطح دریا واقع شده‌است.

## خواهرخوانده
شهرهای مونته سنت آنجلو و Bolesławiec خواهرخوانده‌های واله‌کورسا هستند.